# D6007 (Alpes-Maritimes)
De D6007 is een departementale weg in het Zuid-Franse departement Alpes-Maritimes. De weg loopt van de grens met Var via Cannes, Antibes, Nice en Menton naar de grens met Italië. In Var loopt de weg als DN7 verder naar Fréjus en Lyon. In Italië loopt de weg verder als SS1dir naar de SS1 Ventimiglia en Genua.
Tussen Nice en Menton loopt de weg over de Corniche Moyenne. Dit is de middelste van de drie kustwegen van de Côte d'Azur.

## Geschiedenis
Oorspronkelijk was de D6007 onderdeel van de N7. In 2006 werd de weg overgedragen aan het departement Alpes-Maritimes, omdat de weg geen belang meer had voor het doorgaande verkeer vanwege de parallelle autosnelweg A8. De weg is toen omgenummerd tot D6007.